# Morfudd ferch Urien
Morfudd ferch Urien ['morvið verx 'irjen] („Morfudd, Uriens Tochter“) ist der Name einer weiblichen Sagengestalt aus der keltischen Mythologie von Wales.

## Mythologie
Morfudd ferch Urien ist in der Erzählung Culhwch ac Olwen („Kulhwch und Olwen“) die Tochter des Königs Urien von Rheged, ihre Mutter soll nach den Trioedd Ynys Prydein („Walisische Triaden“) Modron sein.
In einer anderen Triade wird von Morfudds Liebe zu Cynon fab Clydno, einem Fürsten aus dem Hen Ogledd (walisisch: „der alte Norden“), berichtet. Cynon war einer der Anführer in der „Schlacht von Catraeth“ (Cataractonium, Catterick, Yorkshire). Allerdings wurde außer dieser Erwähnung bisher keine walisische Sage zu diesem Thema gefunden, obwohl ein Dichter des 14. Jahrhunderts darauf anspielt.
In den Gedichten des walisischen Dichters Dafydd ap Gwilym (*~1320, † 1350) wird ein Mädchen namens Morfudd besungen, das allerdings nichts mit der Sagengestalt zu tun hat.